# Kontinuum (matematik)
Kontinuum är den ordnade mängden av de reella talen {\displaystyle \mathbb {R} } eller namnet på dess kardinaltal, som betecknas |R| eller c. c är större än {\displaystyle \aleph _{0}} (Alef-0), kardinaltalet för uppräkneliga mängder som t.ex. de naturliga talen.

## Historik
Georg Cantor visade 1878 att {\displaystyle {\textbf {c}}=2^{\aleph _{0}}}. Det kan också visas genom Schröder-Bernsteins sats(en) från 1905 som visar att två mängder A och B har samma kardinalitet om det finns en injektiv avbildning från A till B och en injektiv från B till A.. Enligt den oavgörbara kontinuumhypotesen finns inga kardinaltal mellan {\displaystyle \aleph _{0}} och c.